# Ginette Leclerc
Ginette Leclerc (Parijs, 9 februari 1912 – Parijs, 2 januari 1992) was een Franse actrice. Ze verscheen in ruim honderd lange speelfilms, vooral in de jaren dertig en veertig.

## Leven en werk

### Debuutjaren
Leclerc debuteerde in 1932 in de komedie La Dame de chez Maxim's, ook een van de allereerste films van haar leeftijdsgenote Viviane Romance. Net als Romance zou Leclerc al gauw uitgroeien tot de sensuele vamp van de Franse film van de jaren dertig en veertig. Hun gemeenschappelijke bijrol van 'cocottes', onderhouden vrouwen, in Ciboulette (1933) kondigde al hun latere imago aan. In deze musicalfilm bewees Leclerc ook te kunnen dansen en zingen. 
De eerste jaren (1932-1937) speelde ze bijna uitsluitend bijrollen in veelal vergeten komedies met suggestieve titels als L'Hôtel du libre échange (1934), Minuit, place Pigalle (1934), L'École des cocottes (1935), Et moi, j'te dis qu'elle t'a fait de l'œil (1935), Fanfare d'amour (1935) en Les Gaietés de la finance (1936).

### Voorkomen
Leclerc verscheen op het witte doek als een vamp, een femme fatale, een lichtzinnige losbol, die een mengeling van perverse erotiek en vulgaire, foute en schalkse charme uitstraalde. Ze had dan ook een dellerige stem en voluptueuze vormen. Haar pruilend gezicht met opvallend vlezige lippen, haar witte bijtensklare tanden en haar spotterige, donkere ene ondeugende blik droegen bij tot haar imago. 

### Doorbraakjaren
In L'Homme de nulle part (1937), een drama naar de roman Il fu Mattia Pascal van Luigi Pirandello, gaf cineast Pierre Chenal haar een minder karikaturale (en eindelijk veel consistentere) rol: Romilda, de verraderlijk sensuele vrouw die haar man, het hoofdpersonage Mathias Pascal, uitspuwt. Het was de tragikomedie Prison sans barreaux (1937) die haar talent pas echt openbaarde in de rol van een gedetineerde met een tegelijkertijd perverse en aangrijpende blik. In 1938 proefde ze van de roem dankzij haar titelrol van de van een verzengende schoonheid zijnde  wispelturige en ontrouwe echtgenote van bakker Raimu in Marcel Pagnols tragikomedie La Femme du boulanger.
Deze drie rollen verleenden haar het imago van de uitdagende vrouw, de feeks die onheil brengt in haar omgeving. Vanaf dan was Leclerc te zien in belangrijkere rollen. In 1937: rondborstige actrice en intrigante-minnares-medeplichtige van een gevaarlijke smokkelaar, in 1938: music hallartieste, groothartige prostituee, minnares van een oudere bankier en een van de bewoners van een klein Parijs hotel die het spookbeeld van de Tweede Wereldoorlog zien opdoemen. 
Meestal echter bleef de filmwereld haar opvoeren in haastig gedraaide films en dit totdat Henri-Georges Clouzot haar in 1943 castte in Le Corbeau. In dit controversieel misdaaddrama gaf Leclerc haar beroemdste vertolking weg. Ze portretteerde een sensuele, kreupele vrouw met een twijfelachtige reputatie die verliefd is op het hoofdpersonage - een dokter (Pierre Fresnay) die af te rekenen heeft met een anonieme briefschrijver - en die eveneens het slachtoffer van diens daden wordt. Vermeldenswaardig in datzelfde jaar was haar vertolking van de onbeschaamde en gewetenloze femme fatale die haar schoonouders afvoert naar het bejaardentehuis in het drama Le Val d'enfer.
Ze was meermaals samen te zien met de fine fleur van het toenmalige acteursbestand: Jean Gabin (5 films), Fernandel (4), Raimu (3), Pierre Fresnay (2), Pierre Blanchar (2), Pierre Brasseur (2),  Michel Simon (2), Charles Vanel (2) en Tino Rossi (2).

### Onvoorzichtig
Na de Bevrijding kwam Leclerc in moeilijkheden omdat ze in drie films had gespeeld die geproduceerd waren door de Duitse filmmaatschappij Continental-Films. Daarbij kwam dat ze samen met haar partner, de acteur Lucien Gallas, een cabaret openhield dat werd gefrequenteerd door Franse collaborateurs en Duitse officieren. Zonder echte veroordeling kreeg ze een gevangenisstraf van bijna een jaar.  

### Naoorlogse carrière
Leclerc verscheen terug in de studio's waar ze nog een veertigtal films draaide. Echte hoofdrollen kreeg ze echter niet meer te pakken.
Ze werd wel nog getypecast als 'pensionnaire' (in de tragikomedie Le Plaisir, 1952) of als 'respectueuse' (in de kaskraker en Fernandel-komedie Le Chômeur de Clochemerle, 1957). Vermeldenswaardig waren eveneens haar vertolkingen in drie latere Gabinfilms: als zijn echtgenote in de komedie Le drapeau noir flotte sur la marmite (1971) en in Gas-oil (1955) en Le cave se rebiffe (1961), twee succesrijke misdaadfilms van Gilles Grangier.
Voorts was ze te zien in een opvallend aantal films die de smokkel als thema hadden: Chemins sans loi (1947), Passeurs d'or (1948), Les Aventuriers de l'air (1950) en La Maison dans la dune (1952). Deze thematiek werd al aangekondigd in het vooroorlogs drama Le Fraudeur (1937). 

### Toneel
Ze bracht vermeldenswaardige vertolkingen op de planken van werken van onder meer Sartre, Marcel Aymé, Marcel Achard en Françoise Dorin.

### Privéleven
Tussen 1930 en 1939 was Leclerc gehuwd met de 16 jaar oudere danser Lucien Leclerc. Enige tijd later ging ze tien jaar lang samenwonen met Lucien Gallas.
Leclerc overleed in 1992 op 79-jarige leeftijd aan kanker.

## Filmografie (selectie)
- 1933 - La Dame de chez Maxim's (Alexander Korda)
- 1933 - Adieu les beaux jours (Johannes Meyer en André Beucler)
- 1933 - Cette vieille canaille (Anatole Litvak)
- 1933 - Ciboulette (Claude Autant-Lara)
- 1933 - L'Étoile de Valencia (Serge de Poligny)
- 1933 - Toto (Jacques Tourneur)
- 1934 - Compartiment de dames seules (Christian-Jaque)
- 1934 - L'Hôtel du libre échange (Marc Allégret)
- 1934 - Minuit, place Pigalle (Roger Richebé)
- 1934 - Le commissaire est bon enfant (Jacques Becker en Pierre Prévert) (middellange film)
- 1935 - L'École des cocottes (Pierre Colombier)
- 1935 - Les Gaietés de la finance (Jack Forrester)
- 1936 - La Peur (Victor Tourjansky)
- 1937 - L'Homme de nulle part (Pierre Chenal)
- 1937 - Les Dégourdis de la onzième (Christian-Jaque)
- 1937 - Le Fraudeur (Léopold Simons)
- 1937 - Le Gagnant (Yves Allégret) (middellange film)
- 1937 - Prison sans barreaux (Léonide Moguy)
- 1938 - La Femme du boulanger (Marcel Pagnol)
- 1938 - Métropolitain (Maurice Cam)
- 1938 - Le Ruisseau (Maurice Lehmann en Claude Autant-Lara)
- 1938 - Tricoche et Cacolet (Pierre Colombier)
- 1938 - Menaces (Edmond T. Gréville)
- 1940 - L'Empreinte du dieu (Léonide Moguy)
- 1942 - Fièvres (Jean Delannoy)
- 1943 - Le Chant de l'exilé (André Hugon)
- 1943 - Le Corbeau (Henri-Georges Clouzot)
- 1943 - Le Val d'enfer (Maurice Tourneur)
- 1946 - Le Dernier Sou (André Cayatte)
- 1947 - Chemins sans loi (Guillaume Radot)
- 1948 - Passeurs d'or (E.G de Meyst)
- 1949 - Les Eaux troubles (Henri Calef)
- 1949 - Jo la Romance (Gilles Grangier)
- 1949 - Millionnaires d'un jour (André Hunebelle)
- 1950 - Un homme marche dans la ville (Marcello Pagliero)
- 1950 - Les Aventuriers de l'air (René Jayet)
- 1952 - La Maison dans la dune (Georges Lampin)
- 1952 - Le Plaisir (Max Ophüls) (episode La Maison Tellier)
- 1954 - Les Amants du Tage (Henri Verneuil)
- 1955 - Gas-oil (Gilles Grangier)
- 1957 - Le Chômeur de Clochemerle (Jean Boyer)
- 1961 - Le cave se rebiffe (Gilles Grangier)
- 1965 - Le Chant du monde (Marcel Camus)
- 1969 - Goto, l'île d'amour (Walerian Borowczyk)
- 1970 - Le Bal du comte d'Orgel (Marc Allégret)
- 1971 - Le drapeau noir flotte sur la marmite (Michel Audiard)
- 1972 - Elle court, elle court la banlieue (Gérard Pirès)
- 1972 - Le Rempart des Béguines (Guy Casaril)
- 1973 - Les Volets clos (Jean-Claude Brialy)
- 1975 - Chobizenesse (Jean Yanne)
- 1978 - La Barricade du point du jour (René Richon)

## Publicatie
- Ginette Leclerc: Ma vie privée, La Table Ronde, Paris, 1963 (autobiografie)

- Biblioteca Nacional de España: XX4893763
- Bibliothèque nationale de France: cb13323564v (data)
- Gemeinsame Normdatei: 123314186
- International Standard Name Identifier: 0000 0001 2143 5941
- Library of Congress Control Number: no2001045144
- Nationale Bibliotheek van Tsjechië: xx0164699
- Nationale Bibliotheek van Israël: 987007318281105171
- Système universitaire de documentation: 035598050
- Virtual International Authority File: 92239256
- WorldCat: E39PBJqqBgMyPqXBT7MH4G4yVC